# Machilipatnam
Machilipatnam (télougou : మచిలిపట్నం), également appelée Bandar, Masulipatnam, Masulipatam, Masulipatan, Mazulipatam ou Masula, est une ville côtière et un port de l'Andhra Pradesh, dans le Sud de l'Inde.

## Géographie
Machilipatnam est situé sur la côte de Coromandel, l'embouchure du fleuve Krishna.
La région est régulièrement balayée par les fréquents cyclones tropicaux du golfe du Bengale. Lors du tsunami de 2004, de nombreux villages de pêcheurs des environs de Machilipatnam ont été dévastés.

## Économie
Outre l'activité portuaire centrée sur la pêche, la ville est un centre important de tissage de tapis. Machilipatnam produit également du riz, des oléagineux et des instruments scientifiques. C'est aussi un important centre d'enseignement.

## Histoire
La ville existe depuis le IIIe siècle av. J.-C. et était connue, selon Ptolémée, sous le nom de « Maisolos ». Au Ier siècle, Le Périple de la mer Érythrée l'appelle « Masalia ».

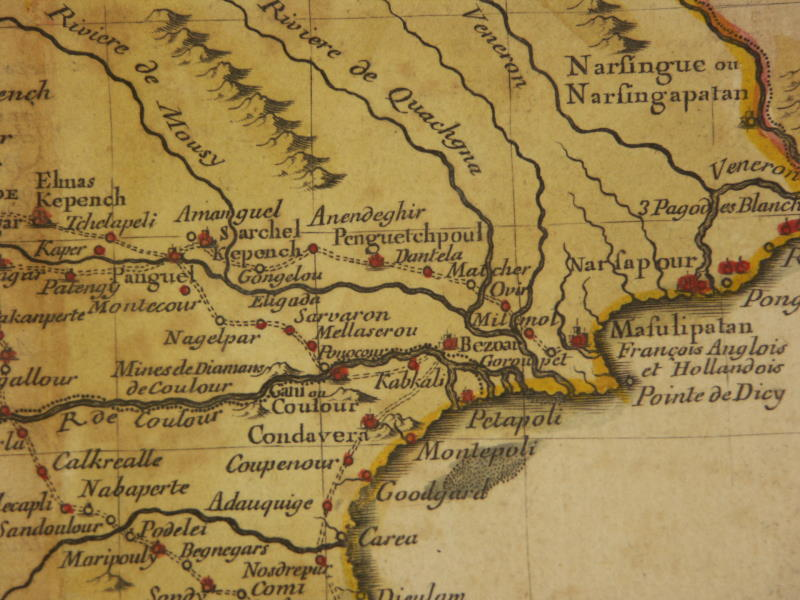
Masulipatan, JB Croisey, 1770

Au XVIIe siècle, le port, connu sous le nom de « Masulipatam », avait une activité florissante grâce au commerce des Français, des Britanniques et des Néerlandais. Après 1669, les chofelins, Arméniens de Marseille, importent la technique des « indiennes de Masulipatnam », et vont contribuer à l'Histoire des indiennes de coton en Europe, en l'enseignant aux maîtres cartiers de la ville.

## Galerie

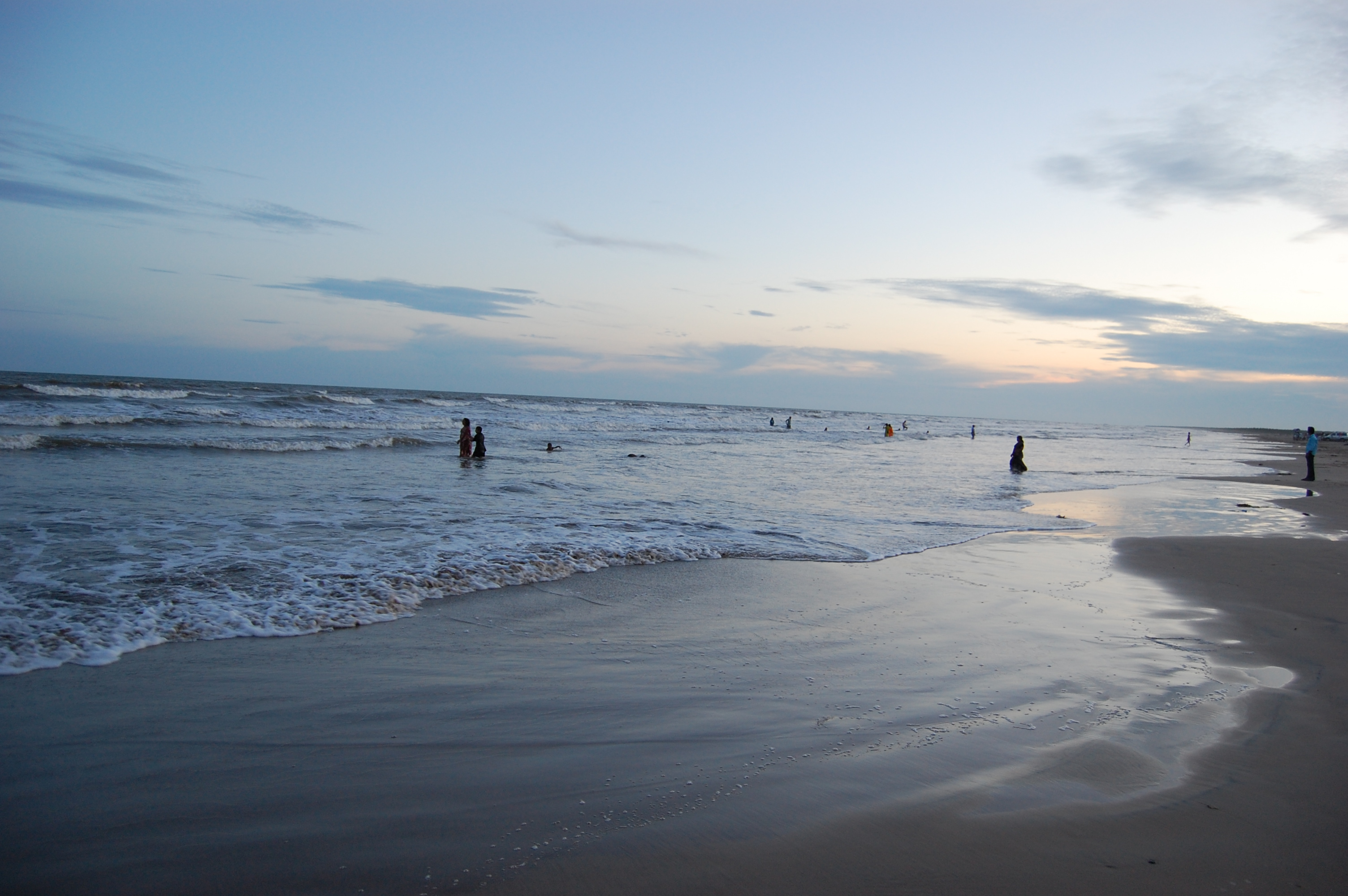
La plage Manginapudi
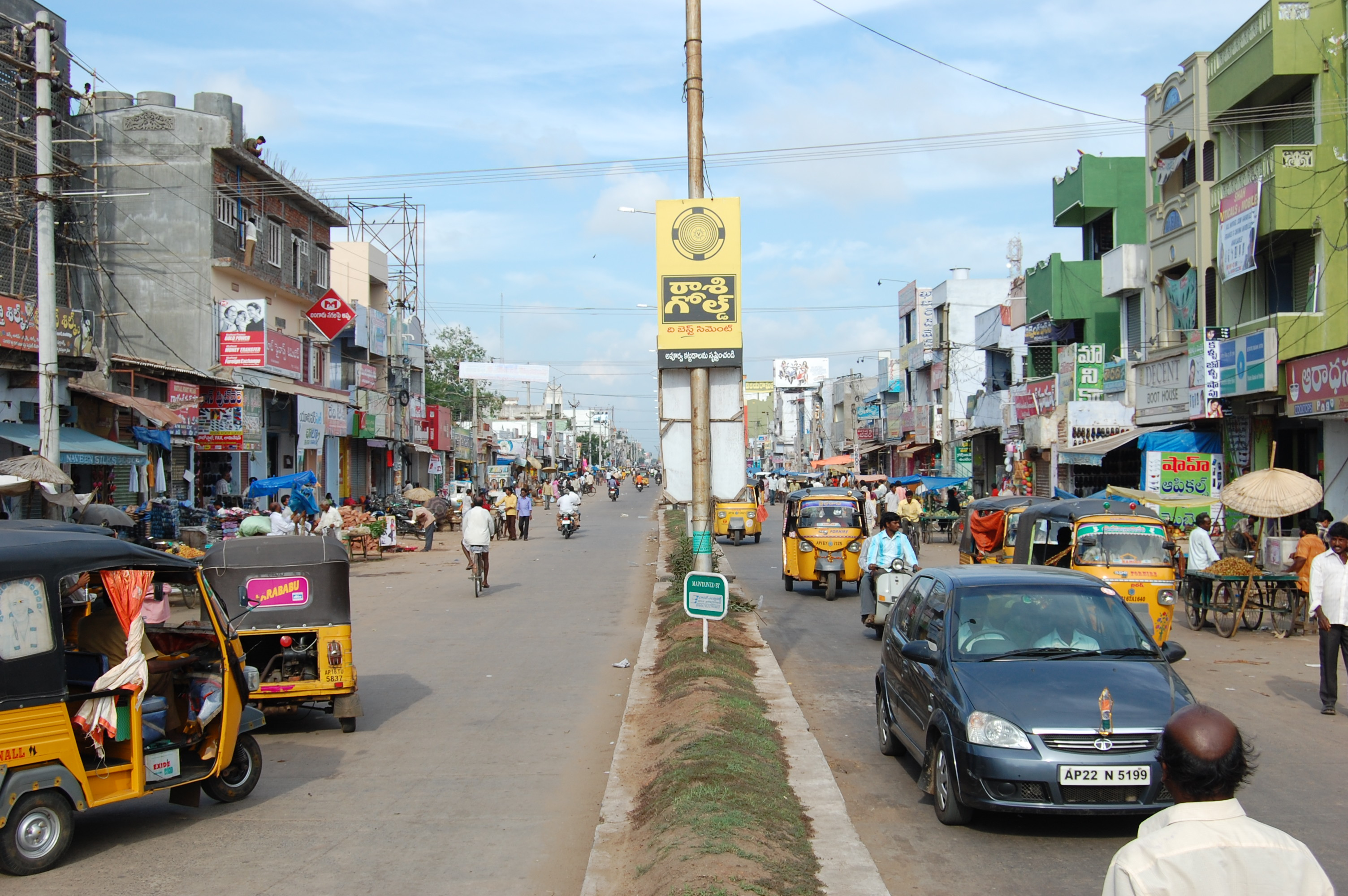
Une rue du centre-ville
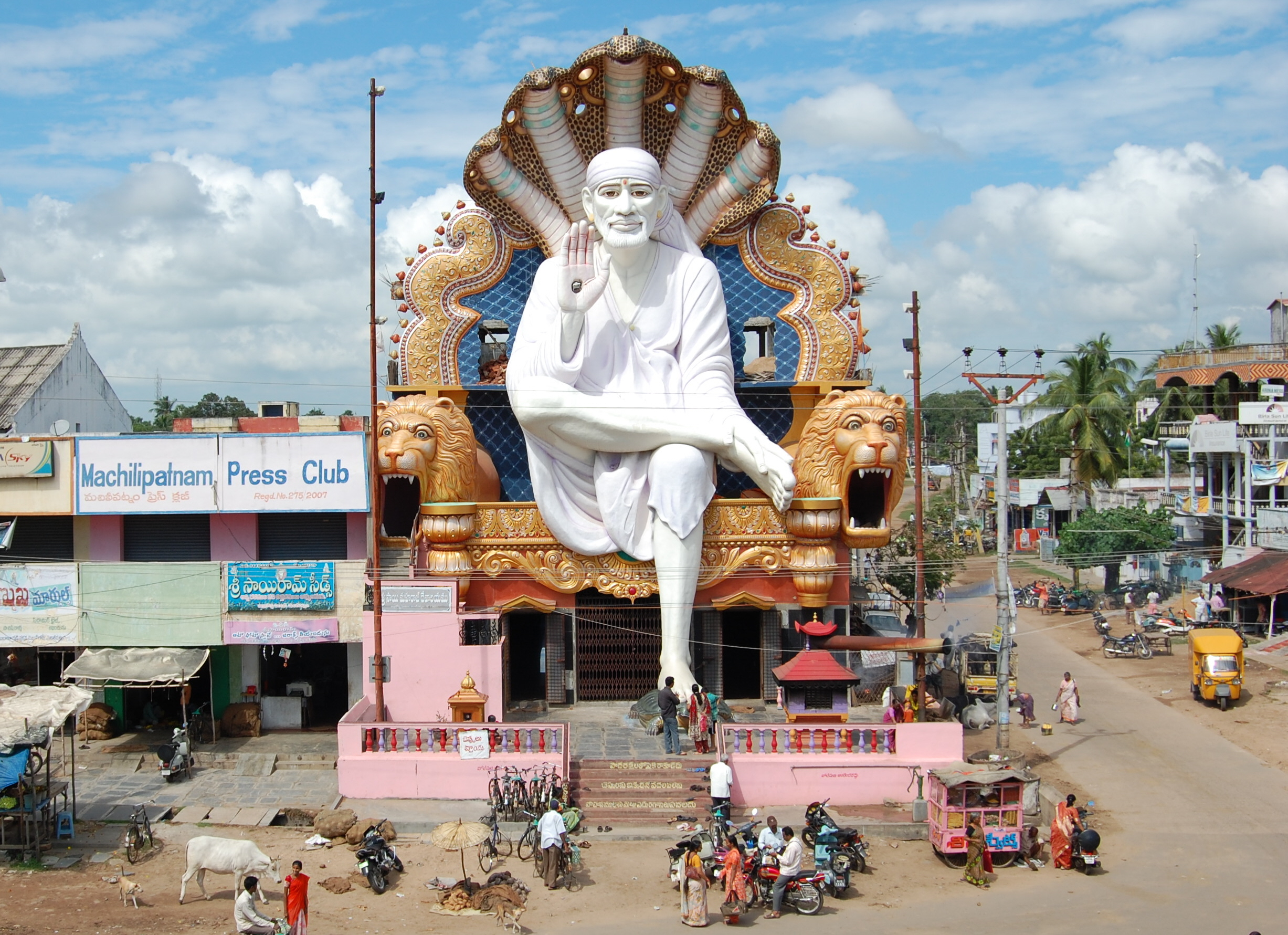
Le temple de Shirdi Sai Baba